# Sibianor anansii
Sibianor anansii là một loài nhện trong họ Salticidae.
Loài này thuộc chi Sibianor. Sibianor anansii được Dmitri Viktorovich Logunov miêu tả năm 2009.